# Мухамед Икбал
Мухамед Икбал (Урду:محمد اقبال) (Сијалкот, Пакистан, 9. новембар 1877. - Лахор, 21. април 1938), такође познат као Алама Икбал (علامہ اقبال), био је песник, филозоф и политичар, као и академик, правник и научник у Британској Индији, који је био похваљен због инспирације за пакистански покрет. Познат је као „духовни отац Пакистана”. Сматра се једном од најзначајнијих фигура у урду књижевности са књижевним делима на урду и персијском језику.
Икбал се сматра истакнутим песником од стране Пакистанаца, Иранаца, Индијаца, становника Бангладеша, Шри Ланке и других. Иако је Икбал најпознатији као угледни песник, он је такође високо цењен као „муслимански филозофски мислилац модерног доба”. Његова прва књига песама, Asrar-e-Khudi, појавила се на персијском језику 1915. године. Друге књиге поезије су Rumuz-I-Bekhudi, Payam-i-Mashriq i Zabur-i-Ajam.  Његова визија културног и политичког идеала за муслимане Индије под британском управом била је да се подстакне импулс за формирање Пакистана. Он се често помиње почасни Алама (од перс. ).
Рођен и одрастао у Сијалкоту, Панџаб у етничкој муслиманској породици Кашмира, Икбал је дипломирао и магистрирао на Државном колеџу у Лахору. Предавао је арапски на Оријенталном колеџу у Лахору од 1899. до 1903. Током тог периода је плодно и изобилно писао. Међу урду песмама из тог времена које су остале популарне су Parinde ki faryad (Птичија молитва), рана медитација о правима животиња, и Тарана-е-Хинди (Песма о Хиндустану) патриотска песма. Обе песме су компоноване за децу. Године 1905, одлази на даље студије у Европу, прво у Енглеску, где стиче другу диплому на Тринити колеџу у Кембриџу, а потом је одлази у Немачку, где је докторирао филозофију на Универзитету у Минхену. Након повратка у Лахор 1908. године, успоставио је адвокатску праксу, али се првенствено концентрисао на писање научних радова о политици, економији, историји, филозофији и религији. Најпознатији је по својим поетским делима, укључујући Тајне сопства – након чијег објављивања је добио титулу витеза, Тајне несебичности и Зов походног звона. У Ирану, где је познат као Iqbāl-e Lāhorī (Икбал из Лахора), веома је цењен због својих персијских дела.
Икбал је Румија сматрао својим водичем, а Ашрафа Алија Танвија највећим живим ауторитетом по питању Румијевих учења. Он је био снажан заговорник политичког и духовног препорода исламске цивилизације широм света, али посебно у Јужној Азији; серија предавања која је одржао у том смислу објављена је као Реконструкција религиозне мисли у исламу. Икбал је 1927. године изабран у Законодавно веће Панџаба и имао је низ позиција у Свеиндијској муслиманској лиги. У свом председничком обраћању 1930. на годишњем састанку Лиге у Алахабаду, формулисао је политички оквир за муслимане у Индији под британском управом. Икбал је умро 1938. године. Након стварања Пакистана 1947. године, он је проглашен националним песником. Такође је познат као „Hakeem-ul-Ummat“ („Мудрац из Ума“) и „Mufakkir-e-Pakistan“ („Мислилац Пакистана“). Годишњица његовог рођења (Yom-e Welādat-e Muḥammad Iqbāl), 9. новембар, била је државни празник у Пакистану до 2018. године. Абул Хасан Али Хасани Надви је написао Икбалову славу како би га представио са арапском свету.

## Галерија
- Икбалов отац (шеик Нур Мухамед)
- Икбал у Лондону 1931.
- На једној вечери током 2. округлог стола у Лондону 1931. године
- Поглед на конференцију у Западном Јерусалиму (1931)
- Икбалов пријем који је организовала Национална лига, Лондон 1932
- Икбал на пријему за грађане Лахоре 1933.
- Икбал 1934
- Икбал у Авганистану
- Икбал